# Неморож
Не́морож — село в Україні, у Звенигородському районі Черкаської області, центр сільської ради. Населення — 590 осіб (2023).
Село розташоване на правому березі річки Гнилий Тікич за 5 км на північний захід від районного центру — міста Звенигородка та за 24 км від залізничної станції Звенигородка. Через село проходить автошлях Звенигородка — Київ.

## Історія

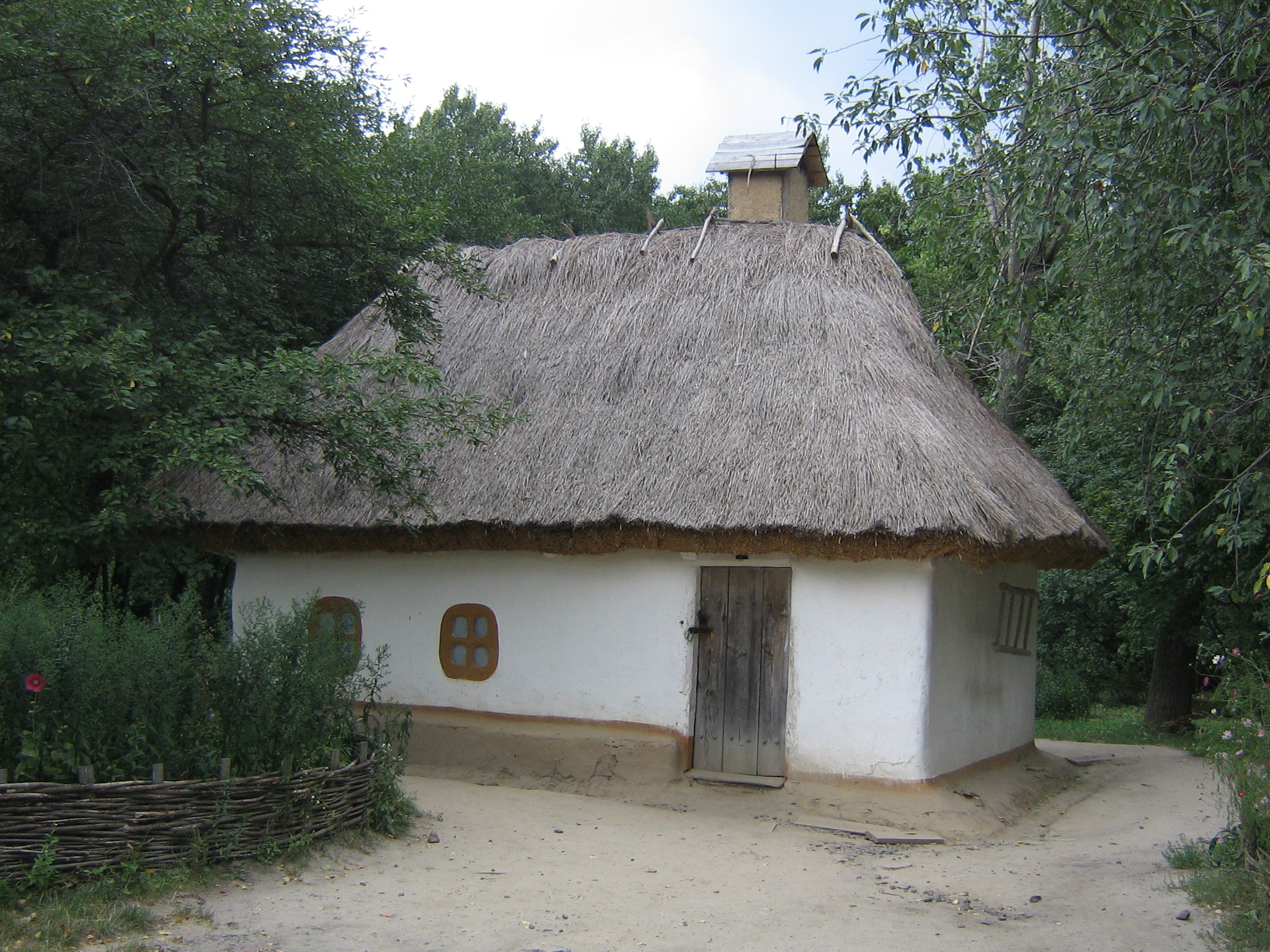
Мазанка з Неморожа в Музеї в Пирогові. Кінець 19-го, початок 20 століття

Село було засноване у 1545 році. Його назва походить від місцевої річки Неморозь, яка замерзає лише при температурі — 30 °C. Спочатку належало Корсунському та Звенигородському старостату, пізніше перебувало у власності Мадейських та Монастирських, від яких викуплено у 1832 році за 200 000 рублів асигнаціями генералом Логгіном Йосиповичем Ротом(нар.1780-пом.1851) та перейшло у спадщину його дружині після його смерті.
З 1860-х років село стає центром волості. У 1895 році налічувало 1300 мешканців.
Перші згадки про Неморозьку школу сягають у 70-ті роки XVIII століття. Після скасування кріпосного права за церковнопарафіяльні кошти було збудовано початкову церковно-приходську школу, у якій мали право навчатися діти як бідних, так і багатих. У ній навчалися до початку революційних подій 1918 року. Цю школу закінчив Лисенко Федір Гордійович, який пізніше став її першим директором.
На початку XIX століття, ще при імператорі Миколі II, за кошти імперії був збудований благодійний будинок, у якому жили інваліди, безпритульні й самотні люди похилого віку. Цей будинок був у дії до початку Визвольних змагань. У 1930 році в цьому будинку розмістилася школа, яка одержала статус семирічки.
Село постраждало внаслідок геноциду українського народу, проведеного окупаційним урядом СССР 1923-1933 та 1946-1947 роках.
240 мешканців села брали участь у боях радянсько-німецької війни, 186 з них загинули, 71 нагороджені орденами й медалями. В центрі села споруджено пам'ятник воїнам, що загинули в боях за відвоювання села.
Станом на початок 70-х років ХХ століття в селі містилася рільнича бригада колгоспу імені Мічуріна, працювали млин, пилорама.
Також на той час працювали восьмирічна школа, клуб, бібліотека з фондом 8,5 тисяч книг, фельдшерсько-акушерський пункт.
В 1980 році збудовано нову школу.
На північній околиці села виявлено велику групу курганів скіфського часу.

## Населення

### Мова
Розподіл населення за рідною мовою за даними перепису 2001 року:
| Мова       | Кількість | Відсоток |
| ---------- | --------- | -------- |
| українська | 801       | 97.45%   |
| російська  | 14        | 1.70%    |
| вірменська | 4         | 0.50%    |
| білоруська | 2         | 0.24%    |
| румунська  | 1         | 0.11%    |
| Усього     | 822       | 100%     |

## Церкви
Про церкви села Неморож описано в різних історичних джерелах. Так, за описами Корсунського деканату, церква  Святого Миколая в селі була збудована в 1722 році. Тоді парафія становила 50 дворів, священиком був Євстафій, посвячений у Переяславі в 1725 році. Нову церкву збудували в 1873 році — дерев'яну, однопрестольну. Кошти для її будівництва надала місцева поміщиця Олександра Антонівна Рот, вдова генерала Логгіна Рота. Церква належала до 5-го класу, мала 45 десятин землі. У 80-х роках XIX століття парафія налічувала 630 чоловіків та 640 жінок. У церковноприходській школі навчалося 15 учнів. Про церкву в Неморожі писав Олександр Кошиць: «Стара церква з синім дахом та синіми віконницями на дзвіниці. Стоїть на горбу біля попової хати.»
У 1997 році парафіяльній громаді Свято-Миколаївську церкву передано під храм. 22 травня 1999 року, у день, коли православна церква вшановує пам'ять про святого Миколая, у селі освячено Свято-Миколаївську церкву, яка діє й нині.

## Сучасність
В селі діють дошкільний навчальний заклад «Світлячок», фельдшерський пункт, сільський будинок культури на 400 місць, сільська бібліотека, книжковий фонд якої становить 12 558 примірників. Розташовані в селі відділення зв'язку, філіал ощадного банку; працюють 2 приватних магазини, бар, 2 магазини райспоживспілки. У 2006 році розпочато будівництво вуличного газопроводу. В селі функціонує водопровід, значна частина доріг покрита асфальтом.
На землях запасу сільської ради ведеться розробка вторинних каолінів, які використовуються у металургійній промисловості. ВАТ «Ватутінський комбінат вогнетривів», який здійснює ці розробки, є найбільшим платником до бюджету сільської ради.

## Пам'ятки природи
- Неморозький заказник — ландшафтний заказник місцевого значення.

## Відомі люди
В поселенні народились:
- Мовчан Василь Архипович (1903-1964) — український радянський іхтіолог-рибовод.
- Сущенко Сергій Віталійович (* 1987) — учасник російсько-української війни.